# Pădurea Pogănești
Pădurea Pogănești este o arie protejată de interes național ce corespunde categoriei a IV-a IUCN (rezervație naturală, tip forestier) di România, situată în partea nord-estică a județului Galați, pe teritoriul administrativ al comunei Suceveni . Aceasta se întinde pe o suprafață de 33,5 ha.